# Пах (Польща)
Пах (пол. Pach) — село в Польщі, у гміні Красносельц Маковського повіту Мазовецького воєводства.
Населення — 19 осіб (2011).
У 1975-1998 роках село належало до Остроленцького воєводства.

## Демографія
Демографічна структура станом на 31 березня 2011 року:
|          | Загалом | Допрацездатний вік | Працездатний вік | Постпрацездатний вік |
| -------- | ------- | ------------------ | ---------------- | -------------------- |
| Чоловіки | 9       | 2                  | 5                | 2                    |
| Жінки    | 10      | 2                  | 4                | 4                    |
| Разом    | 19      | 4                  | 9                | 6                    |